# Euproctoides euryptena
Euproctoides euryptena är en fjärilsart som beskrevs av Collenette 1960. Euproctoides euryptena ingår i släktet Euproctoides och familjen tofsspinnare. Inga underarter finns listade i Catalogue of Life.